# Sinajská prozatímní dohoda
Sinajská prozatímní dohoda (anglicky: Sinai Interim Agreement), též známá jako Sinajská dohoda II, byla diplomatická dohoda v rámci arabsko-izraelského konfliktu, podepsaná 4. září 1975 ve švýcarské Ženevě. Dohoda uváděla, že konflikty mezi Egyptem a Izraelem „nebudou řešeny vojenskou silou, ale mírovými prostředky.“ Rovněž vyzývala k „dalšímu ústupu ze Sinaje a vytvořené nové nárazníkové zóny OSN.“ Dohoda tak posílila izraelský a egyptský závazek k dodržování rezoluce Rady bezpečnosti OSN č. 338 a posílila diplomatické vztahy mezi Egyptem, Izraelem a Organizací spojených národů. Účelem této dohody bylo v očích Egypťanů získat zpět co největší část Sinajského poloostrova (který byl Izraelem okupován od roku 1967), jakou je možné získat pomocí diplomatických prostředků. Přestože dohoda posílila egyptské vztahy se západním světem, vedla ke zhoršení vztahů s dalšími členy Ligy arabských států (zejména se Sýrií a Organizací pro osvobození Palestiny).